# 栃木県道320号二宮宇都宮線

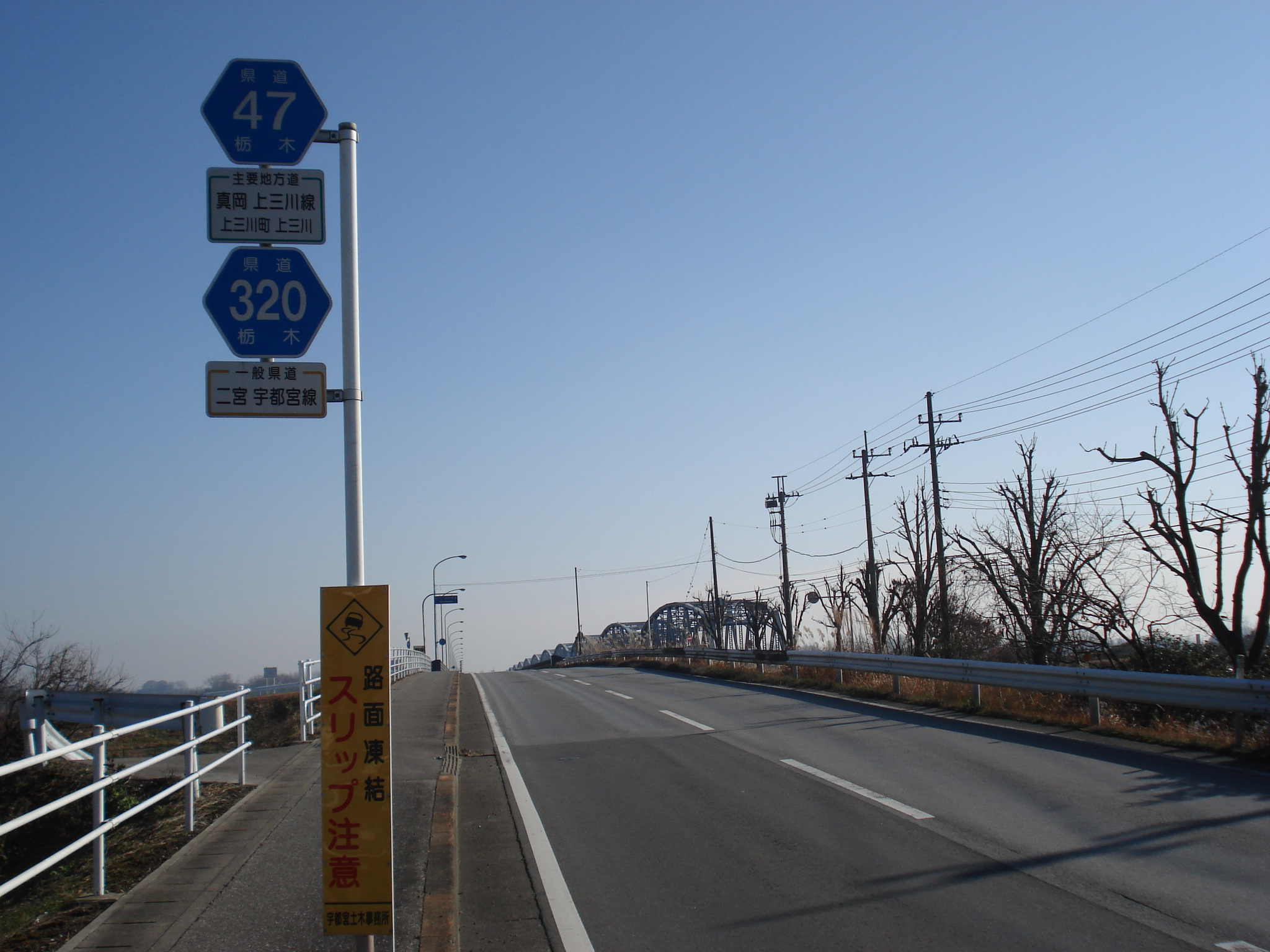
河内郡上三川町上三川
（県道真岡上三川線との重複区間）

栃木県道320号二宮宇都宮線（とちぎけんどう320ごう にのみやうつのみやせん）は栃木県真岡市から同県宇都宮市に至る一般県道である。

## 概要
南側に位置している宇都宮インターパークへのアクセス道路が沿線上にある。
歩道が無いところが存在する。
1. 東簗瀬 - 下栗1丁目交点まで
2. 砂田町 - 新4号国道交点まで
3. 栃木県道158号下岡本上三川線との重複区間である上三川町東館 - 上三川町ふれあい館まで

※真岡市内で一部区間幅員が拡大されているが、ある地点まで来ると幅員が減少し、車1台が通れる幅となる。

### 路線データ
- 起点 : 栃木県真岡市久下田（＝栃木県道310号下野二宮線交点）
- 終点 : 栃木県宇都宮市東簗瀬1丁目（＝栃木県道46号宇都宮真岡線交点）
- 総延長 : 23.213km[1]
- 実延長 : 19.697km[1]

## 歴史
- 1993年（平成5年）4月1日
栃木県が一般県道二宮宇都宮線として認定。
- 2010年（平成22年）11月1日
宇都宮市東簗瀬一丁目の一部区間で経路変更実施（市道へ移管）[2][3]。

## 路線状況

### 通称
砂田街道(すなったかいどう)
宇都宮市-河内郡上三川町間、宇都宮市東簗瀬-県道下岡本上三川線交点（東館北交差点）までの区間における一般名称。

## 地理

### 通過する自治体
- 栃木県
真岡市 - 河内郡上三川町 - 宇都宮市

### 交差する道路
- 栃木県道47号真岡上三川線（真岡市上大沼・上大沼交差点 - 河内郡上三川町上三川・下町東交差点まで重複区間）
- 栃木県道289号二宮宇都宮自転車道線（河内郡上三川町上郷）、栃木県道289号二宮宇都宮自転車道線が栃木県道320号二宮宇都宮線（陸橋）をくぐるため交点はない。
- 栃木県道158号下岡本上三川線（上三川町・東館北交差点 - 上三川町上三川・下町東まで重複区間）
- 栃木県道193号雀宮真岡線（上三川町・赤堀交差点）
- 栃木県道310号下野二宮線（真岡市久下田）
- 栃木県道316号真岡筑西線（真岡市）
- 新4号国道（宇都宮市中島町飛地）※新4号国道とは側道で交わる
- 国道121号宇都宮環状道路（宇都宮市砂田町）

### 沿線
- 専門学校栃木日産自動車大学校
- かみのかわ工業団地
- 上三川町立本郷北小学校
- みずほの自然の森公園
- 農家の店みのり花木センター（旧うつのみや緑花木センター）
- インターパーク宇都宮南
- 宇都宮市立横川中学校